# العلاقات الجزائرية التنزانية
العلاقات الجزائرية التنزانية هي العلاقات الثنائية التي تجمع بين الجزائر وتنزانيا.

## مقارنة بين البلدين
هذه مقارنة عامة ومرجعية للدولتين:
| وجه المقارنة                                              | الجزائر                      | تنزانيا                        |
| --------------------------------------------------------- | ---------------------------- | ------------------------------ |
| المساحة (كم2)                                             | 2.38 مليون                   | 947.30 ألف                     |
| عدد السكان (نسمة)                                         | 38.81 مليون                  | 57.31 مليون                    |
| الكثافة السكانية (ن./كم²)                                 | 16.31                        | 60.5                           |
| العاصمة                                                   | الجزائر                      | دودوما                         |
| اللغة الرسمية                                             | اللغة العربية، لغات أمازيغية | اللغة السواحلية، لغة إنجليزية  |
| العملة                                                    | دينار جزائري                 | شيلينغ تانزاني                 |
| الناتج المحلي الإجمالي (بليون دولار)                      | 170.37 مليار                 | 52.09 مليار                    |
| الناتج المحلي الإجمالي (تعادل القوة الشرائية) بليون دولار | 582.63 مليار                 | 138.73 مليار                   |
| الناتج المحلي الإجمالي الاسمي للفرد دولار أمريكي          | 4.21 ألف                     | 878                            |
| الناتج المحلي الإجمالي للفرد دولار أمريكي                 | 14.19 ألف                    | 2.54 ألف                       |
| مؤشر التنمية البشرية                                      | 0.745                        | 0.521                          |
| رمز المكالمات الدولي                                      | +213                         | +255                           |
| رمز الإنترنت                                              | .dz                          | .tz                            |
| المنطقة الزمنية                                           | ت ع م+01:00                  | ت ع م+03:00، توقيت شرق أفريقيا |

## منظمات دولية مشتركة
يشترك البلدان في عضوية مجموعة من المنظمات الدولية، منها:
| علم المنظمة | اسم المنظمة                               | تاريخ انضمام الجزائر | تاريخ انضمام تنزانيا |
| ----------- | ----------------------------------------- | -------------------- | -------------------- |
|             | مؤسسة التنمية الدولية                     | 26 سبتمبر 1963       | 6 نوفمبر 1962        |
|             | يونسكو                                    | 15 أكتوبر 1962       | 6 مارس 1962          |
|             | وكالة ضمان الاستثمار متعدد الأطراف        | 4 يونيو 1996         | 19 يونيو 1992        |
|             | الأمم المتحدة                             | 8 أكتوبر 1962        | 14 ديسمبر 1961       |
|             | الاتحاد البريدي العالمي                   | ?                    | ?                    |
|             | البنك الدولي للإنشاء والتعمير             | 26 سبتمبر 1963       | 10 سبتمبر 1962       |
|             | الاتحاد الدولي للاتصالات                  | 3 مايو 1963          | 31 أكتوبر 1962       |
|             | منظمة حظر الأسلحة الكيميائية              | ?                    | ?                    |
|             | مؤسسة التمويل الدولية                     | 23 سبتمبر 1990       | 10 سبتمبر 1962       |
|             | المركز الدولي لتسوية المنازعات الاستشارية | 22 مارس 1996         | 17 يونيو 1992        |
|             | منظمة التجارة العالمية                    | ?                    | 1995                 |
|             | منظمة الشرطة الجنائية الدولية             | ?                    | ?                    |
|             | الاتحاد الأفريقي                          | 25 مايو 1963         | 16 يناير 1964        |
|             | البنك الإفريقي للتنمية                    | ?                    | ?                    |

## وصلات خارجية
- موقع وزارة الخارجية الجزائرية
- موقع وزارة الخارجية التنزانية